# Índice de bolsa de valores

Uma comparação de três grandes índices de ações dos EUA: o NASDAQ Composite, o Dow Jones Industrial Average e o S&P 500 Index. Todos os três apresentavam a mesma pontuação em março de 2007. O NASDAQ teve um pico durante a bolha das pontocom no final da década de 1990, resultado do grande número de empresas de tecnologia nesse índice.

Em finanças, um índice de ações, ou índice de bolsa de valores, é um índice que mede o desempenho de um mercado de ações, ou de um subconjunto de um mercado de ações. Ele ajuda os investidores a comparar os níveis atuais de preços das ações com os preços passados para calcular o desempenho do mercado.
Tais índices englobam o valor moeda corrente de determinada carteira de ações, consideradas mais representativas no movimento total do mercado, de empresas atuantes em determinados setores da economia ou que se diferenciam devido alguma característica específica. A variação do índice espelha a tendência da bolsa - de alta ou de baixa - em um determinado momento do pregão, ou ao final dele, comparando-se com o índice do dia anterior.
Os índices podem ser ponderados de diferentes formas, sendo a mais usual o valor de mercado das empresas que os compõem (market cap weighted índices). Há, no entanto, algumas exceções representativas, como o Ibovespa (ponderado pela negociabilidade de cada ação) e o Dow Jones (composto por uma ação de cada empresa).
Diferentes mercados possuem índices mais ou menos representativos, que podem ser calculados pelas próprias Bolsas de valores ou por empresas especializadas, como MSCI, S&P ou FTSE. Seguidamente indicam-se alguns dos principais índices mundiais.
Dois dos principais critérios de um índice são que ele seja investível e transparente: seus métodos de construção são especificados. Os investidores podem investir em um índice de mercado de ações comprando um fundo de índice, estruturado como um fundo mútuo ou um fundo negociado em bolsa ("ETF"), que “replica” um índice. A diferença entre o desempenho de um fundo de índice e o índice, se houver, é chamada de tracking error.

## Tipos de índices por cobertura
Os índices de mercado de ações podem ser classificados e segmentados com base no conjunto de ações subjacentes incluídas no índice, às vezes referido como a "cobertura". Geralmente, as ações subjacentes são agrupadas com base em características econômicas ou na demanda do investidor que o índice busca representar ou acompanhar.
A cobertura de um índice de mercado de ações é independente do método de ponderação. Por exemplo, o S&P 500 ponderado por valor de mercado cobre as 500 maiores ações do S&P Total Market Index, mas existe também uma versão do S&P 500 igualmente ponderada, com a mesma cobertura.
Cobertura mundial ou global
Esses índices buscam representar o desempenho do mercado de ações global. O MSCI World tem cerca de 1 400 componentes que cobrem aproximadamente 85% da capitalização de mercado ajustada pelo free float em 23 países desenvolvidos. Já a FTSE Global Equity Index Series vai mais longe no espectro de capitalização de mercado, incluindo mais de 16 000 empresas. Em contraste, o S&P Global 100 é mais limitado, com apenas 100 componentes

#### Cobertura regional
Esses índices representam o desempenho do mercado de ações de uma região geográfica específica. Alguns exemplos são o FTSE Developed Europe Index e o FTSE Developed Asia Pacific Index

#### Cobertura nacional
Esses índices representam o desempenho do mercado de ações de um único país — e, por consequência, refletem o sentimento dos investidores em relação à economia desse país. Os índices de mercado mais frequentemente citados são índices nacionais compostos pelas grandes empresas listadas nas principais bolsas de valores de um país, como o S&P 500 Index nos Estados Unidos, o Nikkei 225 no Japão, o DAX na Alemanha, o NIFTY 50 na Índia e o FTSE 100 no Reino Unido.

### Cobertura por bolsa de valores
Esses índices podem ser baseados na bolsa em que as ações são negociadas, como o NASDAQ-100, ou em grupos de bolsas, como o Euronext 100 ou OMX Nordic 40.

### Cobertura setorial
Esses índices acompanham o desempenho de setores específicos do mercado. Alguns exemplos são o Wilshire US REIT Index, que acompanha mais de 80 REITs, e o NASDAQ Biotechnology Index, que consiste em cerca de 200 empresas do setor de biotecnologia.

## Tipos de índices por método de ponderação
Os índices de mercado de ações podem ser categorizados pelo seu método de ponderação, ou seja, as regras sobre como as ações são alocadas no índice, independentemente de sua cobertura. Por exemplo, o S&P 500 e o S&P 500 Equal Weight possuem o mesmo conjunto de ações, mas o S&P 500 é ponderado por capitalização de mercado, enquanto o S&P 500 Equal Weight atribui peso igual a cada componente. Alguns métodos comuns de ponderação de índice estão listados abaixo. Na prática, muitos índices impõem restrições, como limites de concentração, a essas regras.:14
Ponderação por capitalização de mercado
Este método pondera as ações componentes pelo seu valor de mercado (frequentemente abreviado como "market cap"), ou seja, o preço da ação multiplicado pelo número de ações em circulação. Segundo o capital asset pricing model, um portfólio de mercado ponderado por capitalização (que pode ser aproximado por um portfólio de índice de ações ponderado por capitalização) é eficiente em termos de média-variância, o que significa que pode produzir o maior retorno disponível para um determinado nível de risco. Um índice ponderado por capitalização também pode ser visto como um índice ponderado por liquidez, pois as ações de maior capitalização tendem a ter maior liquidez e maior capacidade de lidar com fluxos de investimento.:7

#### Ponderação por capitalização de mercado ajustada ao free float
Este método ajusta o peso de mercado de cada empresa no índice, excluindo as ações mantidas de forma concentrada ou estratégica, que normalmente não estão disponíveis no mercado (por exemplo, ações mantidas por governos, empresas afiliadas, fundadores ou funcionários). Limites de propriedade estrangeira impostos por regulações governamentais também podem estar sujeitos a ajustes de free float. Esses ajustes informam os investidores sobre possíveis problemas de liquidez que não seriam aparentes apenas pelo número total de ações em circulação. Entretanto, não é fácil calcular ajustes de free float, e diferentes provedores de índice utilizam métodos distintos, o que pode gerar resultados diferentes.:7:1264

#### Ponderação por preço
Este método pondera cada ação componente pelo seu preço por ação dividido pela soma de todos os preços das ações no índice. Pode ser pensado como um portfólio que contém uma ação de cada empresa do índice. No entanto, um desdobramento ("split") de qualquer ação do índice faz com que o peso dessa ação caia, mesmo sem qualquer mudança significativa nos fundamentos. Essa característica torna os índices ponderados por preço pouco atrativos como referência para estratégias de investimento passivo e gestores de carteira. Ainda assim, muitos índices ponderados por preço, como o Dow Jones Industrial Average e o Nikkei 225, são amplamente acompanhados como indicadores visíveis dos movimentos diários do mercado.:7

#### Ponderação igual
Este método atribui pesos iguais (1/n) a cada ação componente, onde n representa o número de ações no índice. Gera os portfólios menos concentrados. A igual ponderação de ações em um índice é considerada uma estratégia “ingênua” porque não faz distinção entre os papéis. Zeng e Luo (2013) apontam que índices amplos igualmente ponderados são fator-indiferentes e randomizam ineficiências de precificação de fatores. Índices igualmente ponderados tendem a sobreponderar ações de menor capitalização e subponderar ações de maior capitalização, em comparação a um índice ponderado por valor de mercado. Esses vieses geralmente resultam em maior volatilidade e menor liquidez do que os índices ponderados por valor de mercado.:7–8 Por exemplo, o Barron's 400 Index atribui um valor de 0,25% a cada uma das 400 ações incluídas no índice, totalizando 100%.

#### Ponderação por fatores fundamentais
Também conhecida como fundamentally based indexes, esse método pondera as ações com base em “fatores fundamentais” arbitrariamente selecionados, em vez de dados de mercado. Esses fatores podem incluir vendas, renda, dividendos e outros elementos analisados na análise fundamentalista. Similar à análise fundamentalista, a premissa é de que os preços de mercado convergem para um preço intrínseco implícito pelos atributos fundamentais. Determinados fatores fundamentais também são usados em índices de ponderação por fatores genéricos.:8

#### Ponderação por fatores
Este método pondera as ações com base em fatores de risco de mercado medidos em modelos de fatores, como o Fama–French three-factor model. Fatores comuns incluem Crescimento, Valor, Tamanho, Dividendos (Yield), Momentum, Qualidade e Volatilidade. Estratégias passivas de investimento em fatores às vezes são chamadas de “smart beta”. Os investidores podem usar estratégias ou portfólios de investimento em fatores para complementar um portfólio de índice ponderado por capitalização, ajustando a exposição a determinados fatores.:11–13

#### Ponderação por volatilidade
Este método pondera as ações pelo inverso de sua volatilidade de preço relativa. A volatilidade de preço pode ser definida de maneiras diferentes, mas dois métodos comuns são o desvio-padrão dos últimos 252 pregões (aproximadamente um ano) ou o desvio-padrão semanal dos retornos de preço das últimas 156 semanas (cerca de três anos).:14

#### Ponderação por variância mínima
Este método pondera as ações utilizando um processo de otimização de média-variância. Em um índice ponderado por volatilidade, ações altamente voláteis recebem menos peso; mas em um índice de variância mínima, ações altamente voláteis que sejam negativamente correlacionadas com o restante do índice podem receber pesos relativamente maiores do que teriam em um índice apenas ponderado por volatilidade.:14

## Apresentação dos retornos do índice
Alguns índices, como o S&P 500 Index, possuem várias versões. Essas versões podem diferir em como os componentes são ponderados e em como os dividendos são contabilizados. Por exemplo, há três versões do S&P 500 Index: retorno de preço, que considera apenas o preço dos componentes; retorno total, que considera a reinversão de dividendos; e retorno total líquido, que considera a reinversão de dividendos após a dedução de imposto retido na fonte.
Os índices Wilshire 4500 e Wilshire 5000 têm cinco versões cada: retorno total com capitalização plena, preço com capitalização plena, retorno total ajustado ao free float, preço ajustado ao free float e peso igual. A diferença entre as versões de capitalização plena, ajustada ao free float e peso igual está em como as ações componentes são ponderadas.

### Críticas à ponderação por capitalização
Um argumento a favor da ponderação por capitalização é que, em conjunto, os investidores devem manter um portfólio ponderado por capitalização de mercado de qualquer forma. Isso dá o retorno médio para todos os investidores; se alguns tiverem desempenho abaixo da média, outros terão desempenho acima (excluindo custos).

## Índices e gestão de investimento passivo
Gestão passiva é uma estratégia de investimento que envolve a aplicação em fundos de índice, estruturados como fundos mútuos ou fundos negociados em bolsa que acompanham índices de mercado. O relatório anual “U.S. Scorecard” do SPIVA (S&P Indices vs. Active), que mede o desempenho dos índices em comparação aos fundos mútuos de gestão ativa, mostra que a grande maioria dos fundos de gestão ativa fica aquém de seus benchmarks, como o S&P 500 Index, depois das taxas.
Ao contrário de um fundo mútuo, que é precificado diariamente, um fundo negociado em bolsa é precificado continuamente e permite operações de opções.

## Índices de mercado de ações éticos
Vários índices baseiam-se em investimento ético, incluindo apenas empresas que atendem a certos critérios ecológicos ou sociais, como o Calvert Social Index, Domini 400 Social Index, FTSE4Good Index, Dow Jones Sustainability Index, STOXX Global ESG Leaders Index, vários índices Standard Ethics Aei e o Wilderhill Clean Energy Index. Outros índices éticos podem ser baseados em ponderação de diversidade (Fernholz, Garvy e Hannon 1998). Em 2010, a Organização de Cooperação Islâmica anunciou a criação de um índice de ações que cumpre as normas da Sharia que proíbem álcool, tabaco e jogos de azar.
Críticos dessas iniciativas argumentam que muitas empresas cumprem critérios “éticos” mecânicos (por exemplo, composição do conselho ou práticas de contratação) mas falham em agir de forma ética em relação aos acionistas (ex.: Enron). De fato, o aparente “selo de aprovação” de um índice ético pode transmitir aos investidores uma sensação exagerada de segurança, tornando-os mais vulneráveis a fraudes. Uma resposta a essas críticas é que a confiança na gestão corporativa, nos critérios do índice, no gestor do fundo ou índice e no regulador do mercado de capitais nunca pode ser substituída por meios puramente mecânicos. Portanto, “transparência do mercado” e “divulgação” seriam, em longo prazo, os únicos caminhos eficazes para mercados mais justos. Sob a ótica financeira, não é evidente se índices ou fundos éticos terão desempenho superior ou inferior aos seus equivalentes mais convencionais. De modo geral, a teoria sugeriria que os retornos seriam menores, pois o universo de investimento é artificialmente reduzido (o que conflitua com o Capital Asset Pricing Model). Por outro lado, empresas com bom desempenho social poderiam ser melhor geridas, ter funcionários e clientes mais engajados e, assim, estariam menos sujeitas a danos reputacionais (derramamentos de petróleo, questões trabalhistas etc.), o que poderia levar a menor volatilidade de preço das ações. No entanto, esses fatores, ao menos em teoria, já estariam refletidos no preço de mercado das ações. As evidências empíricas sobre o desempenho de fundos éticos e de empresas “éticas” versus seus pares convencionais são bastante mistas tanto no mercado de ações quanto no mercado de dívida.

## Principais índices de Ações
Fontes:
- Ásia
  - Kospi na (Coreia do Sul)
  - BSE SENSEX na Bolsa de Valores de Bombaim
  - SSE 180 na Bolsa de Valores de Xangai
  - Hang Seng index na Bolsa de Valores de Hong Kong
  - Nikkei 225 na Bolsa de Valores de Tóquio
- América
  - Dow Jones na New York Stock Exchange
  - NASDAQ-100 index no NASDAQ
  - S&P 500 na New York Stock Exchange
  - Russell 2000 na New York Stock Exchange
  - Merval (Argentina)
  - IGBC (Colombia)
  - IPSA (Chile)
  - IPC (México)
  - IBC (Venezuela)
- Europa
  - AEX na Euronext Amsterdão
  - BEL 20 na Euronext Bruxelas
  - CAC 40 na Euronext Paris
  - DAX-30 na Bolsa de Valores de Frankfurt
  - FTSE 100 na Bolsa de Valores de Londres
  - IBEX 35 na Bolsa de Madrid
  - OBX na Bolsa de Valores de Oslo
  - OMXC-20 na Bolsa de Valores de Copenhaga
  - OMXS-30 na Bolsa de Valores de Estocolmo
  - PSI na Euronext Lisboa
- Brasil[27]
  - IBOVESPA na B3
  - IBrX50 na B3
  - IBrX na B3
  - IDIV - Índice de Dividendos na B3
  - ISE - Índice de Sustentabilidade Empresarial na B3
  - IGC - Índice de Governança Corporativa na B3
  - SMLL - índice de Small Caps na B3